# Aki Riihilahti
Aki Pasinpoika Riihilahti (9 de septiembre de 1976) es un futbolista finlandés, se desempeña como centrocampista defensivo. Su último club fue el HJK Helsinki de la Veikkausliiga de Finlandia.

## Selección nacional
Ha sido internacional con la Selección de fútbol de Finlandia, ha jugado 69 partidos internacionales y ha anotado 11 goles.

## Clubes
| Club              | País       | Año         |
| ----------------- | ---------- | ----------- |
| HJK Helsinki      | Finlandia  | 1995 - 1999 |
| Vålerenga IF      | Noruega    | 1999 - 2001 |
| Crystal Palace FC | Inglaterra | 2001 - 2006 |
| FC Kaiserslautern | Alemania   | 2006 - 2007 |
| Djurgårdens IF    | Suecia     | 2007 - 2009 |
| HJK Helsinki      | Finlandia  | 2009 -      |

## Palmarés

### Campeonatos nacionales
| Título                       | Club         | País      | Año  |
| ---------------------------- | ------------ | --------- | ---- |
| Copa de la Liga de Finlandia | HJK Helsinki | Finlandia | 1996 |
| Copa de Finlandia            | HJK Helsinki | Finlandia | 1996 |
| Copa de la Liga de Finlandia | HJK Helsinki | Finlandia | 1997 |
| Veikkausliiga                | HJK Helsinki | Finlandia | 1997 |
| Copa de la Liga de Finlandia | HJK Helsinki | Finlandia | 1998 |
| Copa de Finlandia            | HJK Helsinki | Finlandia | 1998 |
| Veikkausliiga                | HJK Helsinki | Finlandia | 2009 |
| Veikkausliiga                | HJK Helsinki | Finlandia | 2010 |